# Пурнима
Пурни́ма или Пурна́ми (санскр. पूर्णिमा, IAST: Pūrṇimā, IAST: Pournami) — это слово полнолуние на санскрите. День Пурнимы — это день (титхи) в каждом месяце, когда наступает полнолуние, и происходит разделение между двухнедельными лунными циклами (пакша), а также плоскость, проведённая через Солнце, Землю и Луну, перпендикулярна плоскости эклиптики. Полнолуние считается третьей из четырех основных фаз Луны; другие три фазы — это новолуние (амавасья), первая четверть луны и третья четверть луны. Полнолуние это 100 % видимости и максимальный блеск луны (−12,7m). Также в полнолуние бывают высокие приливы и случаются лунные затмения.

## Пурнимы в 2020 году
| №  | Название           | Санскрит    | IAST               | По григорианскому календарю | По григорианскому календарю | По григорианскому календарю | По григорианскому календарю |
| №  | Название           | Санскрит    | IAST               | Дата празднования           | День недели                 | Время начала                | Время окончания             |
| -- | ------------------ | ----------- | ------------------ | --------------------------- | --------------------------- | --------------------------- | --------------------------- |
| 1  | Пауша пурнима      | पौसा पूर्णिमा     | Pausā pūrṇimā      | 10 января                   | Пятница                     | 10 января, 2:34 am          | 11 анваря , 12:51 am        |
| 2  | Магха пурнима      | माघा पूर्णिमा     | Māghā pūrṇimā      | 9 февраля                   | Воскресенье                 | 8 февраля, 4:02 pm          | 9 февраля, 1:03 pm          |
| 3  | Пхалгуна пурнима   | फाल्गुन पूर्णिमा   | Phālguna pūrṇimā   | 9 марта                     | Понедельник                 | 9 марта, 3:04 am            | 9 марта, 11:17 pm           |
| 4  | Чайтра пурнима     | चैत्र पूर्णिमा    | Caitra pūrṇimā     | 8 апреля                    | Среда                       | 8 апреля, 12:01 am          | 8 апреля, 8:04 am           |
| 5  | Вайшакха пурнима   | वैशाख पूर्णिमा    | Vaiśākha pūrṇimā   | 7 мая                       | Четверг                     | 6 мая, 7:45 pm              | 7 мая, 4:15 pm              |
| 6  | Джьештха пурнима   | ज्येष्ठ पूर्णिमा   | Jyesthā pūrṇimā    | 5 июня                      | Пятница                     | 5 июня 3:16 am              | 6 июня, 12:42 am            |
| 7  | Ашадха пурнима     | आषाढ पूर्णिमा    | Āṣāḍha pūrṇimā     | 5 июля                      | Воскресенье                 | 4 июля, 11:34 am            | 5 июля, 10:14 am            |
| 8  | Шравана пурнима    | श्रावण पूर्णिमा   | Śrāvaṇa pūrṇimā    | 3 августа                   | Понедельник                 | 2 августа, 9:29 pm          | 3 августа, 9:28 pm          |
| 9  | Бхадрапада пурнима | भद्रपद पूर्णिमा  | Bhadrāpadā pūrṇimā | 2 сентября                  | Среда                       | 1 сентября, 9:39 am         | 2 сентября, 10:52 am        |
| 10 | Ашвина пурнима     | अश्विन पूर्णिमा   | Aśvina pūrṇimā     | 1 октября                   | Четверг                     | 1 октября, 12:26 am         | 2 октября, 2:35 am          |
| 11 | Ашвина пурнима     | अश्विन पूर्णिमा   | Aśvina pūrṇimā     | 31 октября                  | Суббота                     | 30 октября, 5:46 pm         | 31 октября, 8:19 pm         |
| 12 | Картика пурнима    | कार्तिक पूर्णिमा   | Kārtika pūrṇimā    | 30 ноября                   | Понедельник                 | 29 ноября, 12:48 pm         | 30 ноября, 2:59 pm          |
| 13 | Аграхаяна пурнима  | अग्रहयान पूर्णिमा | Agrahayāna pūrṇimā | 30 декабря                  | Среда                       | 29 декабря, 7:54 am         | 30 декабря, 8:58 am         |

## Фестивали и праздники
| №  | Название            | Дата                                                                     | Описание |
| -- | ------------------- | ------------------------------------------------------------------------ | --- |
| 1  | Ка́ртика пурнима     | Празднуется в день полнолуния месяца Картики                             | Картика пурнима — индуистский, джайнистский и сикхский праздник. Его еще называют Трипури пурнима или Трипурари пурнима. Сикхи отмечают день рождения своего первого гуру — Нанака, а индуисты — двойной праздник. Первый — Трипурари Пурнима в честь бога Шивы, а второй — День явления Матсьи, первого аватара (воплощения) бога Вишну. |
| 2  | Ракшабандхан        | Празднуется в день полнолуния месяца Шравана                             | Ракша́бандха́н (ракхи́бандха́н, ракша́ бандха́н) — в этот день сёстры надевают своим братьям на руку священные повязки (называемые «ракха»), призванные защитить их от злых сил, а юноша, в свою очередь, дарит своей сестре подарок и обязуется до конца жизни защищать её и покровительствовать ей. В завершении церемонии, брат и сестра дают друг другу различные сладости. В этот же день брахманы меняют свой священный брахманский шнур на новый. |
| 2  | Хаягрива джаянти    | Празднуется в день полнолуния месяца Шравана                             | Хаягри́ва джая́нти, Нара́ли пурни́ма — день рождения аватара Хаягри́вы — это воплощение Вишну с головой лошади, считающееся покровителем всех форм знаний и учебы. |
| 3  | Ват пурнима         | Празднуется в день полнолуния месяца Джьештха                            | Ват пурни́ма — в этот день женщины молятся за своих мужей, завязывая нити вокруг баньянового дерева (Ват). Почитают Сави́три, легендарную жену Сатья́вана, которая избежала смерти за жизнь своего мужа. Это особый день для поклонения Ямадэву. |
| 4  | Гуру пурнима        | Празднуется в день полнолуния месяца Ашадха                              | Гу́ру пурни́ма — преданные совершают пуджу (поклонение) своему Гуру. Также хорошо известен, как Вья́са пурни́ма (санскр. व्यास) — день рождения знаменитого автора Махабхараты, который объявлен Гуру для всех в Шива пуране. |
| 5  | Шарад пурнима       | Празднуется осенью в день полнолуния месяца Ашвина                       | Шара́д Пурни́ма, Коджа́агари́ (тот, кто пробужден) пурни́ма, Каумуди́ (лунный свет) — в эту ночь луна и солнце находятся близко друг к другу, и лунные лучи приносят амри́ту (эликсир жизни) на землю, даруя выздоровление телу и душе. Это праздник сбора урожая, который означает конец сезона дождей, и яркий лунный свет приносит особую радость. Также в эту ночь Шарад пурнимы Бхагаван Шри Кришна начал свой танец раса лилу с Радхой и гопи. В Ориссе в этот день празднуется Кумар пурнима. Кумар или Картикея — прекрасный сын Бхагавана Шри Шивджи родился в этот день. Незамужние девушки, желающие красивого мужа, поклоняются Бхагавану Кумару, который является наиболее прекрасным из Богов. |
| 6  | Будда пурнима       | Празднуется в день полнолуния месяца Вайшакха                            | Бу́дда пурни́ма, Бу́дда джая́нти — день рождения, просветления и смерти Гаутамы Будды (все три события в один день). |
| 7  | Холи                | Празднуется весной в день полнолуния месяца Пхалгуна                     | Хо́ли — весенний фестиваль красок в индуизме, буддизме, джайнизме. |
| 8  | Даттатрея джаянти   | Празднуется в день полнолуния месяца Маргаширша                          | Да́ттатре́я джая́нти — священный день в индуизме, годовщина дня рождения Божества, являющегося объединенной формой Брахмы, Вишну и Шивы, которые все вместе называются Тримурти. Даттатрея Джаянти отмечается по всей Индии, и, в особенности, в Ма́хара́штре. |
| 9  | Хануман джаянти     | Празднуется в день полнолуния месяца Чайтра                              | Ханума́н джая́нти — индуистский праздник, день рождения Ханумана, бога ванары, широко почитаемого по всей Индии. Отмечается в разные дни в разных штатах Индии. В то время как Орисса празднует его в вайшакха санкранти, Андхра-Прадеш празднует в вайшакха шукла пакша да́шами, Керала празднует его в предыдущем месяце маргашира в амавасью, совпадает с мула накшатрой. Чайтра пурнима — это выбранный день для пожертвования риса, чтобы угодить Шри Чандре Дэву, богу Луны. |
| 10 | Шакамбхари джайянти | Празднуется в день полнолуния месяца Пауша                               | Шака́мбхари́ джайя́нти — день прихода на Землю богини Шакамбхари (это имя можно перевести как «Несущая плоды» или «Облаченная в растительность»), историю которой можно прочитать в Седьмой песне Деви Бхагавата Пураны. |
| 11 | Мадху пурнима       | Празднуется в день полнолуния месяца Бхадра                              | В этот день Ума Махешвара Врата прославление Шивы-отшельника, а также Шакра врата, прославление Индры ради детей и благополучия. |
| 12 | Сатьянараяна пуджа  | Во все дни полнолуний (особо благоприятно), а так же в любой другой день | Са́тья Нара́яна пуджа или врата (празднование) — является очень популярным ритуалом в большинстве районов Индии, включая Ассам, Бенгалия, Карнатака, Андхра-Прадеш, Бихар, Орисса, Манипура. Религиозный культ индуистского бога Вишну. Сатья означает «истина» и Нараяна означает «высшее существо», следовательно Сатья Нараяна означает «высшее существо, который является воплощением Истины». |

## Термины и понятия
1. ↑  Ти́тхи (санскр. तिथि, IAST: tithi, др. вар. тхитхи) — это лунный день, или время, необходимое для увеличения продольного угла между Луной и Солнцем на 12° в ведическом времяисчислении.
2. ↑  Пакша́ (санскр. पक्ष, IAST: Pakṣa) — двухнедельный лунный цикл. Кришна пакша - цикл убывающей луны до амавасьи. Шукла пакша - цикл прибывающей луны до пурнимы.
3. ↑  Амава́сья (санскр. अमावस्या, IAST: Amāvasyā) — фаза Луны (новолуние), при которой её эклиптическая долгота такая же, как у Солнца.
4. ↑  Международный алфавит транслитерации санскрита (IAST, International Alphabet of Sanskrit Transliteration) — система, являющаяся академическим стандартом для передачи санскрита средствами латинского алфавита с диакритическими знаками.
5. ↑  Сави́три — героиня «Махабхараты», дочь царя Ашвапати и возлюбленная Сатьявана.
6. ↑  Са́тьява́на — возлюбленный Савитри, герои «Махабхараты».
7. ↑  Шакамбари(санскр. शाकम्बरी, IAST: Śākambarī) — воплощение вселенской матери Дурги в индуизме, в её аспекте плодородия. Согласно писаниям, злой демон Дургам хитростью выманил у Брахмы четыре Веды, и создал засуху, продолжавшуюся сто лет. Шакамбари победила его, после чего начался дождь, вернувший человечеству пищу.
8. ↑  Ума Махешвара (санскр. उमा महेश्वरा, IAST: Umā mahēśvarā) — одно из имен Шивы.
9. ↑  Шакра (санскр. शक्र, IAST: śakra) — «Могучий» - одно из имен Индры.
10. ↑  Пу́джа (санскр. पूजा, IAST: pūjā) — один из главных обрядов поклонения и почитания в индуизме. Обряд предполагает служение в различных формах, включая подношение пищи, воскуривание благовоний, омовение, исполнение танцев, священных гимнов и чтение мантр. В рамках каждой из сампрадай — богословско-философских традиций индуизма — разработаны собственные правила проведения пуджи.
11. ↑  Нара́яна (санскр. नारायण; IAST: Nārāyaṇa) — один из образов и имен Вишну, олицетворяющий космическую реальность, включающий в себя множество миров, которые рождаются и пребывают в нём, а также возвращаются обратно после разрушения вселенной.